# Žabák Pepe
Žabák Pepe (anglicky Pepe the Frog, též žába Pepe) je internetový mem sestávající ze zelené antropomorfní žáby s lidským tělem. Pepe vznikl v roce 2005 v komiksu Matta Furieho se jménem „Boy's Club“. Internetovým memem se stal v roce 2008, když se jeho obrázek rozšířil na internetových stránkách Myspace, Gaia Online a 4chan. Od roku 2015 je jedním z nejpoužívanějších memů na 4chanu a Tumblru. V této době se část krajní pravice pokusila učinit z Pepeho svůj symbol. V roce 2016 nezisková organizace Anti-Defamation League zařadila tento mem do databáze nenávistných symbolů s dodatkem, že většina případů využití Pepeho není spojena s nenávistným obsahem. Matt Furie projevil nesouhlas s použitím Pepeho v nenávistných příspěvcích.
Postupem času vznikly jeho další verze od anonymních uživatelů. Mezi jiné verze patří například „Sad Frog“, „Smug Frog“, „Angry Pepe“, „Feels Frog“ a „You will never… Frog“.
V roce 2020 vznikl americký dokumentární film Feels Good Man, který sleduje spor autora s krajní pravicí o využití memu a mapuje jeho historii.
Pepe se také stal nedílnou součástí celosvětové streamovací platformy twitch, kde ho můžeme najít jako emotikony BTTV.